# 短尾社鼠
短尾社鼠（学名：Niviventer bukit）也称布奇社鼠，一种于分布于东南亚及中国云南等地区的啮齿动物，隶属于鼠科白腹鼠属社鼠种团。本种是英国学者约翰·刘易斯·詹姆斯·邦霍特（John Lewis James Bonhote）于1903年描述发表。模式产地为泰国也拉（玉罗）勿沙山。